# Metylan
Metylan (рус. Метила́н) — марка клеев немецкого концерна Henkel со штаб-квартирой в Дюссельдорфе. В 2006 году узнаваемость бренда в Германии составила 73%. Ассортимент включает в себя средства для удаления обоев, шпатлёвки, грунтовки, клейстеры и клеи для настенных покрытий. Продукция продаётся в более чем 30 странах мира. 

## История

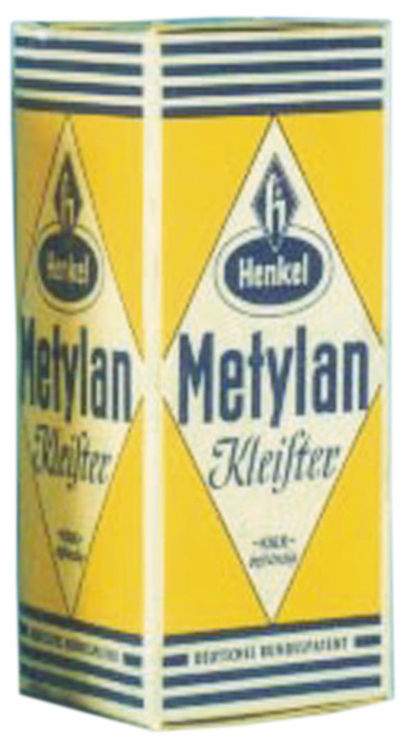
Изначальная упаковка клейстера Metylan

В феврале 1953 года компания Henkel начала производство нового нетоксичного клейстера на основе метилцеллюлозы. Клейстер Metylan хорошо зарекомендовал себя в крафтовой промышленности и пришёл на смену прежним пастообразным и склеивающим методам на основе животного клея и растительного крахмала. Когда в 1960-е годы открылись первые магазины «Сделай сам» (нем. «Baumärkte eröffneten»), в 1963 году было представлено средство «Metylan spezial» для домашних мастеров. В настоящее время Metylan считается классикой среди обойных клеев. В 1998 году ассортимент бренда Metylan был расширен. В ассортимент вошли средства для удаления обоев и продукты для подготовки основания, а в 1999 году — наполнители. В 2008 году на предприятии Henkel в Дюссельдорфе был построен новый завод по производству клея Metylan, объём производства которого увеличился до 10500 метрических тонн в год. В 2010 году компания Henkel разработала концентрат клейстера для лёгкого смешивания клейстера без комков.